# Bocigas (Valladolid)
Bocigas es un municipio de España perteneciente a la provincia de Valladolid, en la comunidad autónoma de Castilla y León. Tiene una superficie de 16,43 km² con una población de 86 habitantes y una densidad de 5,2 hab/km².

## Geografía
Ubicación
Pascual Madoz en el tomo IV de su Diccionario geográfico-estadístico-histórico de España y sus posesiones de Ultramar describió a la localidad como sita «en un llano dominado por pequeñas colinas, de suave descenso». Está situada en la comarca de Tierra de Pinares a una altitud de 773 metros sobre el nivel del mar y se encuentra a 50 kilómetros de la capital provincial. El término municipal linda con los de Olmedo, Aguasal, Fuente-Olmedo, y Almenara de Adaja.
| Noroeste: Olmedo | Norte: Olmedo          | Noreste: Aguasal           |
| Oeste: Olmedo    |                        | Este: Fuente-Olmedo        |
| Suroeste: Olmedo | Sur: Almenara de Adaja | Sureste: Almenara de Adaja |

## Demografía

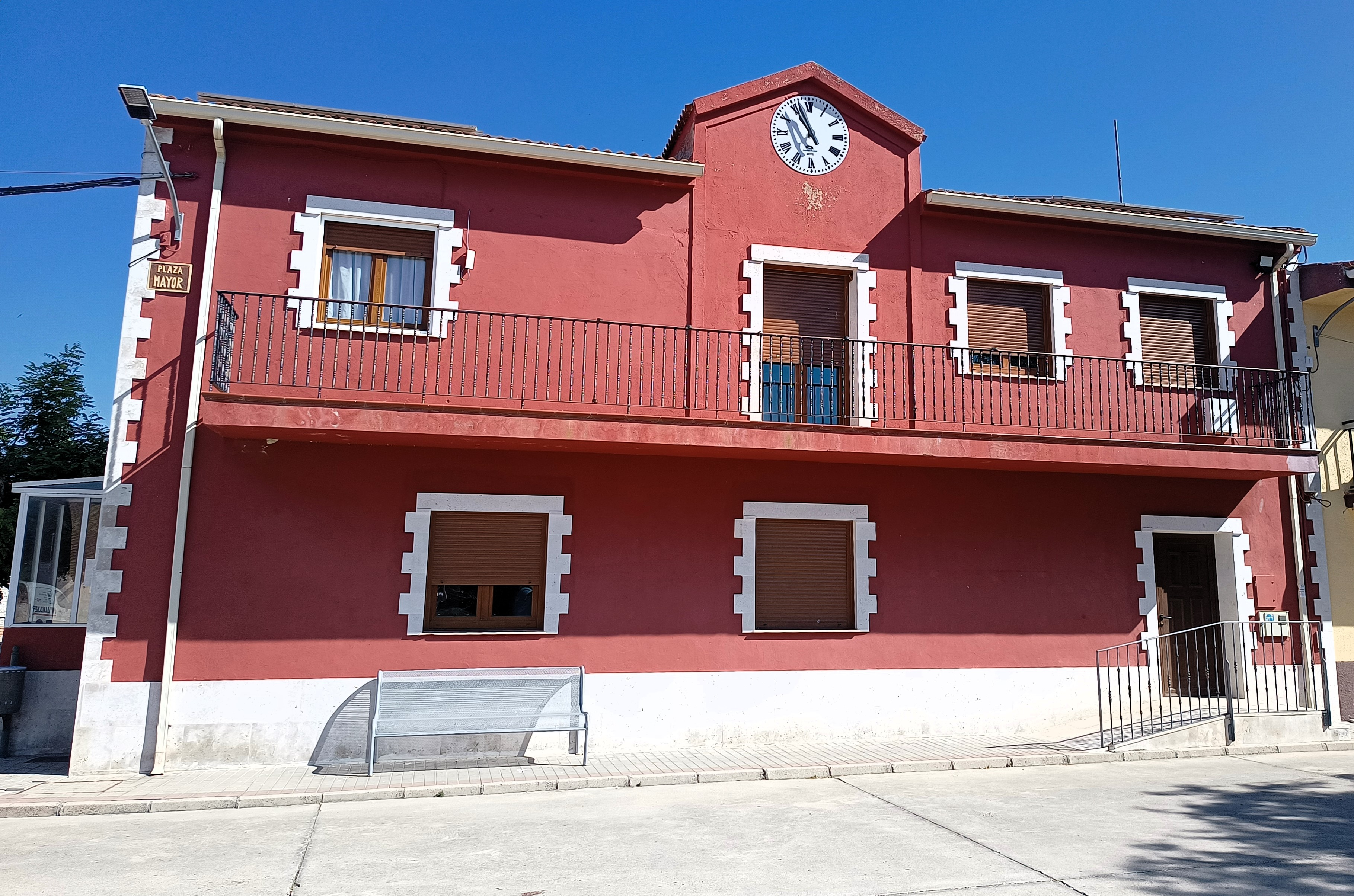
Casa consistorial

Cuenta con una población de 75 habitantes (INE 2024).
| Gráfica de evolución demográfica de Bocigas entre 1842 y 2021                                                         |
| |
| Población de derecho según los censos de población del INE. Población de hecho según los censos de población del INE. |

## Símbolos
El escudo heráldico y la bandera que representan al municipio fueron aprobados en 2014. El escudo sigue el siguiente blasón:

Escudo español. De gules, garza de plata picada y membrada de oro, acompañada de dos juncos de oro, y aterrazada sobre ondas de azur y plata. Jefe de azur cargado de siete estrellas de ocho puntas de oro, coronadas en un cuatro tres. Bordura general componada de dieciséis compones, alternando, de gules un castillo de oro y, de plata, un león púrpura coronado de oro. Al timbre, corona real de España.
Boletín Oficial de la Provincia de Valladolid n.º 270 de 21 de noviembre de 2014

La descripción textual de la bandera es la siguiente;

Bandera de proporciones 2:3, de púrpura; al centro del paño el escudo municipal en sus esmaltes y colores.
Boletín Oficial de la Provincia de Valladolid n.º 270 de 21 de noviembre de 2014